# Bengt Ek
Bengt Ek, född 17 mars 1917 i Stockholm, död 1990, var en svensk litteraturvetare, författare och gymnasielärare. Han var son till Gustaf Ek.
Efter studentexamen 1937 blev Ek fil. mag. 1944 och fil. lic. 1948 samt disputerade 1951 för filosofie doktorsgrad i litteraturhistoria på avhandlingen Selma Lagerlöf efter Gösta Berlings saga. År 1948 blev han lärare vid Beskowska skolan i Stockholm och från 1951 lektor vid Blackebergs gymnasium.  
Han  var aktiv i Selma Lagerlöf-sällskapet.
Ek var från 1955 gift med Sigrid Lech, som var dotter till generallöjtnanten Walther Lech och Margareta Ridderstad. I äktenskapet föddes två söner.

## Böcker
- Selma Lagerlöf efter Gösta Berlings Saga, 1951
- Bortom Ingentingskogen, 1976
- Hos morfar i Getapulien, 1980
- Balansgång, 1989